# Nationales Programm für Schwerpunktforschung und -entwicklung
Das Nationale Programm für Schwerpunktforschung und -entwicklung (chinesisch 國家重點研發計劃 / 国家重点研发计划, Pinyin Guójiā Zhòngdiǎn Yánfā Jìhuà) ist ein 2016 gestartetes Programm des Ministeriums für Wissenschaft und Technologie der Volksrepublik China zur Förderung von praxisorientierter Forschung. Es ersetzt eine Reihe früherer Förderprogramme, darunter das Programm 973 (Grundlagenforschung) und das Programm 863 (Ingenieurprojekte).

## Geschichte
Im Anschluss an das unter dem Eindruck der amerikanischen Strategic Defense Initiative und ähnlicher Programme in West- und Osteuropa im März 1986 entstandenen und nach diesem Datum benannten „Programm 863“ waren im Zuge der Reform- und Öffnungspolitik eine ganze Reihe von Förderprogrammen für Forschung und Hochtechnologie aufgelegt worden. Dies erleichterte Forschern einerseits den Zugang zu vom Finanzministerium der Volksrepublik China zur Verfügung gestellten Geldern, andererseits wurde die Förderung zunehmend unübersichtlich. Forscher tendierten dazu, mit hohem bürokratischen Aufwand bei verschiedenen Behörden parallel Förderanträge zu stellen, um schließlich einen davon genehmigt zu bekommen. Die Behörden agierten unabhängig voneinander, was teilweise dazu führte, dass Forschungen, die in dieselbe Richtung zielten, aus verschiedenen Programmen gefördert wurden und die Wissenschaftler von bereits erzielten Ergebnissen keine Kenntnis hatten. Mit den vom Finanzministerium zur Verfügung gestellten Mitteln wurden bei durch die Marktöffnung unter Deng Xiaoping und Jiang Zemin gestiegener internationaler Konkurrenz immer weniger Erträge erzielt.
Erstmals benannt wurden diese Probleme in einem am 23. September 2012 unter dem scheidenden Parteivorsitzenden Hu Jintao verabschiedeten Dokument mit dem Titel „Ansichten des Zentralkomitees der Kommunistischen Partei Chinas und des Staatsrats der Volksrepublik China bezüglich einer tiefgreifenden Strukturreform bei Wissenschaft und Technik um den Aufbau eines nationalen Innovationssystems zu beschleunigen“ (中共中央　国务院关于深化科技体制改革加快国家创新体系建设的意见). Die damaligen Lösungsvorschläge blieben allgemein. Es wurde gefordert, dass mehr ausländische Technologie importiert und absorbiert werden sollte, die Rolle der Lokalregierungen sollte gestärkt werden, Staatsbetriebe sollten während des 12. Fünfjahresplans (2011–2015) 1,5 % ihres Umsatzes für Forschung und Entwicklung ausgeben. Das Grundproblem, die oft fehlgeleiteten Förderung, wurde nicht berührt.
Das geschah erst nach dem Amtsantritt von Premierminister Li Keqiang am 15. März 2013. Im Jahr 2014 – mittlerweile gab es mehr als 100 Förderprogramme – beauftragte der Staatsrat das damals von dem Automobilingenieur Wan Gang geleitete Ministerium für Wissenschaft und Technologie, Pläne für eine Reform der nationalen Forschungsförderung auszuarbeiten. Ab Januar 2015 war hierfür Staatssekretär Hou Jianguo (侯建国, * 1959) zuständig, Chemiker und bis dahin Rektor der Chinesischen Universität für Wissenschaft und Technik in Hefei. In der Fehleranalyse stimmte man mit der Vorgängerregierung überein; die entsprechenden Formulierungen bezüglich Doppelstrukturen etc. wurden von Hou Jianguo wörtlich aus dem Papier von 2012 übernommen. Anders als unter Hu Jintao wurden nun aber konkrete Schritte eingeleitet, um das Problem zu lösen. Die mehr als 100 Fördermöglichkeiten wurden in fünf Programmen zusammengefasst:
- Nationale Stiftung für Naturwissenschaften (国家自然科学基金)
- Nationale wissenschaftlich-technische Großprojekte (国家科技重大专项)
- Technologische Innovationsprojekte (技术创新引导专项)
- Cluster und Talente (基地和人才专项)
- Nationales Programm für Schwerpunktforschung und -entwicklung (国家重点研发计划)

Neben der 1986 gegründeten Stiftung für Naturwissenschaften und dem 2006 aufgelegten Fonds für nationale wissenschaftlich-technische Großprojekte waren die Hauptquellen zur Forschungsförderung das Programm 973 (Grundlagenforschung) und das Programm 863 (Ingenieurprojekte). Einige Förderfelder aus dem Programm 863, so zum Beispiel die Raumfahrt mit dem Mondprogramm der Volksrepublik China und dem Bemannten Raumfahrtprogramm, wurden als Nationale wissenschaftlich-technische Großprojekte übernommen. Der Rest wanderte in das Nationale Programm für Schwerpunktforschung und -entwicklung, ebenso wie die Förderbereiche aus dem Programm 973 (Landwirtschaft, Energie etc.). Außerdem waren im Programm für Schwerpunktforschung und -entwicklung noch die Förderbereiche aus dem Nationalen Programm für die Unterstützung von Wissenschaft und Technik (国家科技支撑计划) sowie die Projekte für internationale wissenschaftlich-technische Zusammenarbeit und Austausch (国际科技合作与交流专项) enthalten, ebenso wie mehrere Programme der Staatlichen Kommission für Entwicklung und Reform sowie des Ministeriums für Industrie und Informationstechnik zur Förderung von Forschung und Entwicklung in der Industrie, dazu noch von diversen Behörden unterstützte Forschungsprojekte gemeinnütziger Vereine wie des Shanghaier Ingenieurbüros für Mikrosatelliten.
Die gesamte Reform der nationalen Forschungsförderung dauerte bis Ende 2016, das Nationale Programm für Schwerpunktforschung und -entwicklung wurde jedoch bereits am 16. Februar 2016 mit dem Beginn des 13. Fünfjahresplans (2016–2020) gestartet. An jenem Tag veröffentlichte das Ministerium für Wissenschaft und Technologie eine Handreichung für Förderanträge.

## Projekte
Während des 13. Fünfjahresplans wurden vom Nationalen Programm für Schwerpunktforschung und -entwicklung Projekte aus folgenden Bereichen gefördert (die Reihenfolge entspricht etwa dem zeitlichen Ablauf, in dem Projekte während des 13. Fünfjahresplans genehmigt wurden):
- Nanotechnologie
- Quantenkontrolle und Quanteninformatik
- Wissenschaftliche Großgeräte
- Motorproteine und Steuerung biologischer Prozesse
- Effizienterer Getreideanbau
- Technologien und Geräte für moderne Nahrungsmittelverarbeitung sowie Ernte, Lagerung und Transport von Getreide
- Seuchenprävention bei Nutztieren
- Baumzucht und effiziente Nutzung von Waldressourcen
- Intelligente Landtechnik[3]
- Globale Veränderungen und entsprechende Reaktionen
- Fetale Programmierung und Stoffwechselsteuerung
- Erdbeobachtungs- und Navigationssatelliten
- Cloud Computing und Big Data
- Rohstofftechnik und deren Anwendung in der Industrie
- 3D-Druck und Laserfertigung
- Saubere und effiziente Kohlenutzung sowie neue Energiespartechniken
- Fortschrittlicher Schienenverkehr
- Schlüsseltechnologien für den modernen Dienstleistungssektor
- Über das Internet koordinierte Produktion und intelligente Fabriken
- Atomsicherheit und fortschrittliche Kerntechnik
- Optoelektronik und Mikroelektronik
- Schlüsselfragen des technologischen Wandels
- Hochleistungsrechner
- Fortschrittliche elektronische Materialien von strategischer Bedeutung
- Autos mit Alternativen Kraftstoffen
- Intelligente Roboter
- Breitbandkommunikation und Neues Internet
- Erneuerbare Energien und Wasserstofftechnologien
- Integrierter und intelligenter Verkehr
- Gravitationswellenforschung:[4]

In diesen 30 Bereichen wurden während des 13. Fünfjahresplans gut 3500 Projekte gefördert, darunter 69 Schwerpunktprojekte (重点专项) wie zum Beispiel aus dem Bereich „Atomsicherheit und fortschrittliche Kerntechnik“ der am Institut für Sicherheit der Kernenergie der Chinesischen Akademie der Wissenschaften in Hefei entwickelte Subminiaturreaktor für Weltraumanwendungen, ein mit flüssigem Lithium gekühlter schneller Brüter im Megawatt-Bereich, der zum Antrieb von Tiefraumsonden und zur Stromversorgung der Internationalen Mondforschungsstation dienen soll.
Das Finanzministerium der Volksrepublik China unterstützte die 3500 Projekte in diesen fünf Jahren mit insgesamt 76 Milliarden Yuan, von der Kaufkraft her etwa 70 Milliarden Euro.
Für den 14. Fünfjahresplan (2021–2025) waren im Mai 2021 für 784 Projekte Förderanträge gestellt, die bis zum Ende des Fünfjahresplans insgesamt 19,7 Milliarden Yuan erhalten sollten. Unter den 784 Projekten befanden sich zu diesem Zeitpunkt 25 Schwerpunktprojekte, für die aus der gesamten Fördersumme 2,65 Milliarden Yuan bereitgestellt wurden.